# Dudu Tucci
Eduardo Tucci da Silva, kurz Dudu Tucci  (* 5. Mai 1955 in São Paulo) ist ein brasilianischer Musiker, der seit Mitte der 1980er Jahre in Berlin lebt. Neben seiner umfangreichen CD-Produktion hat er sich durch seine Lehrtätigkeit Anerkennung erworben, mit der er die deutsche und europäische Sambaszene wesentlich geprägt hat.
Dudu Tucci wuchs in einer Musikerfamilie auf und trommelte bereits als Jugendlicher in Umbanda-Zeremonien. Er studierte klassische Perkussion, Flöte und Musikwissenschaften am Brooklin Paulista Konservatorium in São Paulo. Ausgedehnte Reisen durch Südamerika sowie das Studium afrobrasilianischer Rhythmen erweiterten seinen musikalischen Horizont.
1978 wurde Dudu Tucci eingeladen, als Perkussionist im Symphonieorchester seiner Heimatstadt zu spielen. Zur gleichen Zeit traf er den brasilianischen Tänzer Ismael Ivo, mit dem er die Experimental Black Dance Group aufbaute. Nach der Zusammenarbeit mit dem Komponisten Arrigo Barnabé folgte Tucci 1982 einer Einladung zum JazzFest nach Berlin, wo er seitdem lebt. 1987 war er Gastmusiker bei der Welttournee von Reinhard Flatischlers MegaDrums-Projekt.
1990 brachte Dudu Tucci seine erste CD heraus, der seitdem neun weitere folgten. Darunter sind zwei, die sich ganz der Musik des Candomblé bzw. der Umbanda widmen.
Als Komponist verbindet er moderne mit traditionellen Stilrichtungen der brasilianischen Musik, nimmt aber auch außerbrasilianische Strömungen auf. Dudu Tucci spielt sämtliche Perkussionsinstrumente auf seinen CDs selbst, singt und spielt Querflöte. Besonders auf dem Pandeiro und an der Conga gehört er zu den herausragenden Musikern. Begleitet wird er häufig von Gastsängern, Bassisten, Gitarristen und Saxophonisten. Großen Wert legt er auf die Qualität seiner Liedtexte.
Auch als Produzent ist Tucci tätig, so hat er eine CD  kubanischer Cajónes-Musiker herausgebracht (Iré Otonoguá: Cajónes para los Orichas).
Zusammen mit dem Tänzer und Choreographen Murah Soares ist Dudu Tucci künstlerischer Leiter des Bloco Afoxé Loni, einer der größten Gruppen beim Berliner Karneval der Kulturen. Ein anderes Bandprojekt sind die Brasil Power Drums. Daneben tritt Dudu Tucci mit einem umfangreichen Soloprogramm auf und arbeitet mit verschiedenen Tänzern zusammen.
Als Lehrer hat er sich vor allem mit dem Projekt Raízes do Brasil einen Namen gemacht, in dem er einen Großteil der Sambalehrer in Deutschland und Europa unterrichtet hat. Mit Tiago de Oliveira Pinto brachte er 1992 das Lehrbuch Samba und Sambistas in Brasilien heraus.

## Diskographie
- Oduduá (1990)
- Obátimalê (1992)
- Orishás (1994, Candomblé-Musik)
- Native Dreamer (1995)
- Tribal World (1995)
- Afoxé Loni (2002)
- Inaê (2004)
- Amacy (2005, Umbanda-Musik)
- Nadador (2006)
- Tambores (2011)
- Morena do Sol (2013)
- Dia de Paz (2021)

## Bibliographie
- Dudu Tucci und Tiago de Oliveira Pinto: Samba und Sambistas in Brasilien. Noetzel Verlag, Wilhelmshaven 1992. ISBN 3-7959-0619-9 [Lehrbuch mit Musikkassette]